# Åsaka, Essunga kommun
Åsaka är kyrkbyn i Barne-Åsaka socken i Essunga kommun i Västergötland belägen två kilometer söder om Jonslund.
Här återfinns Barne-Åsaka kyrka.